# Lareiga abdominalis
Lareiga abdominalis là một loài tò vò trong họ Ichneumonidae.